# L'Année des treize lunes
Pour plus de détails, voir Fiche technique et Distribution.
L'Année des treize lunes (In einem Jahr mit 13 Monden) est un film allemand réalisé par Rainer Werner Fassbinder, sorti en 1978.

## Synopsis
Elvira, femme transgenre, est rejetée de tous, sauf de Zora-la-rouge, une prostituée. Elvira déambule désespérément dans les rues de Francfort, sur les traces de son passé et d'une vie douloureuse. Elle revient sur son enfance au couvent, son travail aux abattoirs, son mariage avec la fille d’un boucher, et son amour pour Anton.

## Fiche technique
- Titre : L'Année des treize lunes
- Titre original : In einem Jahr mit 13 Monden
- Réalisation : Rainer Werner Fassbinder
- Scénario : Rainer Werner Fassbinder
- Production : Tango-Film / Pro-ject Filmproduktion im Filmverlag der Autoren
- Musique : Peer Raben
- Photographie : Rainer Werner Fassbinder
- Montage : Rainer Werner Fassbinder et Juliane Lorenz
- Pays d'origine :  Allemagne de l'Ouest
- Format : 35mm, couleur - 1,66:1 - mono
- Genre : drame
- Durée : 124 minutes
- Dates de sortie : 
  - Allemagne de l'Ouest : 17 novembre 1978
  - France : 8 juillet 1981

## Distribution
- Volker Spengler : Erwin / Elvira Weishaupt
- Ingrid Caven : Zora la rouge
- Gottfried John : Anton Saitz
- Karl Scheydt : Christof, l'amant d'Elvira
- Elisabeth Trissenaar : Irene Weishaupt
- Eva Mattes : Marie-Ann Weishaupt